# Ballykenny-Fisherstown Bog SPA
Ballykenny-Fisherstown Bog SPA este o arie protejată (arie de protecție specială avifaunistică — SPA) din Irlanda întinsă pe o suprafață de 1.355,67 ha, integral pe uscat.

## Localizare
Centrul sitului Ballykenny-Fisherstown Bog SPA este situat la coordonatele 53°45′54″N 7°52′41″W / 53.765048°N 7.878165°V.

## Înființare
Situl Ballykenny-Fisherstown Bog SPA a fost declarat arie de protecție specială avifaunistică în octombrie 1996 pentru a proteja 8 specii de animale.

## Biodiversitate
Situată în ecoregiunea atlantică, aria protejată nu include niciun habitat protejat.
La baza desemnării sitului se află mai multe specii protejate de  păsări (8): rață lingurar (Anas clypeata), rață pitică (Anas crecca), rață fluierătoare (Anas penelope), rața moțată (Aythya fuligula), Bucephala clangula, lebădă de iarnă (Cygnus cygnus), șoim de iarnă (Falco columbarius), cormoran mare (Phalacrocorax carbo).
Pe lângă speciile protejate, pe teritoriul sitului au mai fost identificate 1 specie de păsări.